# Johann Heinrich Hottinger (Kristallograph)
Johann Heinrich Hottinger (* 4. April 1680 in Zürich; † 3. Januar 1756 ebenda) war ein Schweizer Arzt und  Kristallograph.

## Leben
Hottinger war der Sohn des Zürcher Apothekers, Numismatikers und Arztes Johann Jakob Hottinger (1655–1730).
Er studierte Medizin in Basel und wurde dort 1698 promoviert. Im selben Jahr erschien seine Arbeit über Bergkristalle (Krystallologia seu dissertatio de crystallis). Mit dem Buch wurde er der erste wissenschaftliche Kristallograph in der Schweiz. Unter anderem trat er darin der von Augustinus von Hippo bis in die Neuzeit vertretenen Ansicht entgegen, Bergkristall wäre gefrorenes himmlisches Wasser, was er detailliert widerlegte. Mit Mineralogie befasste sich damals in der Schweiz auch sein Lehrer Johann Jacob Scheuchzer (Beschreibung der Naturgeschichten des Schweizerlandes, Band 3, 1708) und etwas später der Luzerner Arzt (und Freund von Scheuchzer) Moritz Anton Kappeler (Prodomus Crystallographiae 1723).  Am 23. September 1702 wurde er mit dem akademischen Beinamen Sallustius zum Mitglied (Matrikel-Nr. 252) der Leopoldina gewählt.
Sowohl Hottinger als auch Kappeler waren die Ersten, die Kristall als wissenschaftlichen Terminus benutzten (vorher wurde damit meist Quarz bezeichnet). Das Buch von Hottinger handelt zwar überwiegend von Bergkristall (Quarz), behandelt aber auch einige andere Kristalle, in deren regelmässiger Form er Ansatzpunkte für eine Einteilung über die chemische Zusammensetzung hinaus sieht. Es werden auch Einschlüsse, Kristallwachstum und Korrosion behandelt.
Auf einer anschliessenden Reise nach London lernte er den Naturforscher John Woodward kennen und 1706 erschien sein Buch über Gletscher der Schweiz Descriptio montium glacialium Helveticorum. Er war ab 1740 Ratsherr von Zürich, wurde 1743 Obervogt von Wiedikon und 1754 Mitglied des Geheimen Rats in Zürich.

## Schriften
- Krystallologia seu dissertatio de Crystallis. Zürich 1698. Digitalisat Bayerische Staatsbibliothek
  - Paul Niggli (Herausgeber): Die Krystallologia des Johann Heinrich Hottinger (1698). Sauerländer, Aarau 1946 (deutsche Übersetzung des lateinischen Originals).
- Descriptio montium glacialium Helveticorum. Zürich 1706.